# Avion à décollage et atterrissage verticaux
Pour les articles homonymes, voir ADAV.

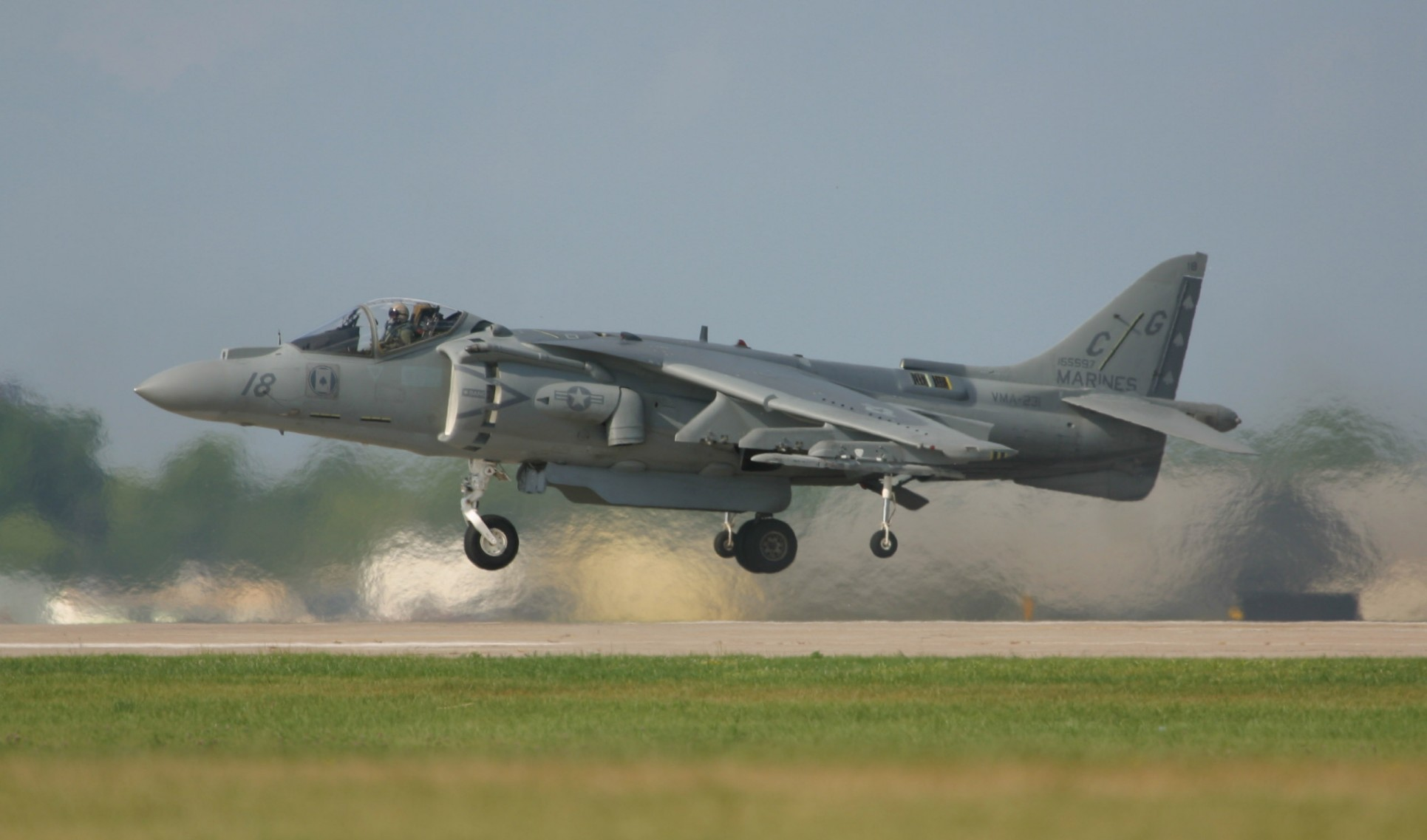
Un McDonnell Douglas AV-8B Harrier II américain en phase de vol vertical.

Un avion (ou drone) à décollage et atterrissage vertical (ADAV ou VTOL, acronyme anglais de Vertical Take-off and Landing) est un avion conçu pour s'affranchir des pistes qui lui sont normalement nécessaires pour le décollage et l'atterrissage. Cette catégorie comprend les aéronefs à rotors basculants (appelés tiltrotor, hybrides ou convertibles) mais exclut les ballons et les dirigeables.

## Introduction
Les avions à décollage et atterrissage vertical ont été initialement développés par les militaires, qui craignaient que leurs avions ne soient cloués au sol après un bombardement de la piste. Ce type d'avion peut en effet être utilisé avec une infrastructure réduite au sol, tout comme un hélicoptère. Dans le cadre naval, il est possible de construire des navires porte-aéronefs qui n'auront pas besoin d'une piste d'appontage aussi longue que sur un porte-avions classique). Dans le domaine civil, l'intérêt est surtout de combiner les avantages d'un hélicoptère à ceux d'un avion, permettant ainsi le décollage depuis une plate-forme de taille réduite et le vol stationnaire avec une vitesse de croisière et une charge utile supérieures.
Un défaut majeur des ADAV est d'avoir une consommation de carburant très élevée dans les phases de décollage et d'atterrissage, d'où une autonomie et une charge utile limitées, ce qui les rend non viables comme aéronefs civils et limite leur intérêt comme aéronefs militaires. Ces défauts ont été partiellement résolus avec le concept d'avion à décollage court et atterrissage vertical (STOVL, pour Short Take Off Vertical Landing), où le décollage vertical est remplacé par un décollage court.
De nombreux projets d'ADAV civils destinés à des usages particuliers ou à devenir des taxis volants sont envisagés. Deux start up, Opener et Kitty Hawk, développent des prototypes à cette fin, de même que des industriels établis tels Airbus, Rolls-Royce et Volocopter. Uber travaille sur un taxi volant.

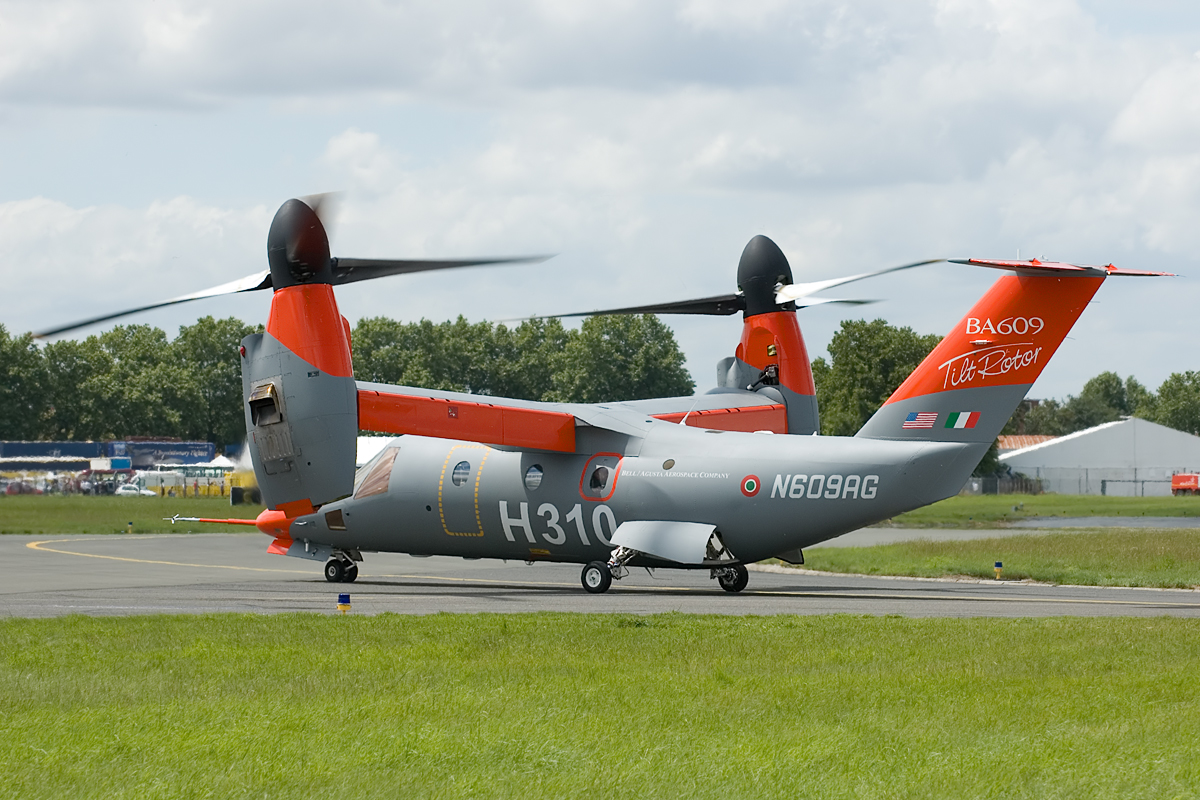
Le projet d'avion de transport civil AgustaWestland AW609.

Si les ADAV étaient très à la mode dans les années 1960 avec de nombreux projets à l'étude, seuls deux d'entre eux ont abouti, au cours du XXe siècle, à une mise en service effective :
- l'avion d'attaque anglo-américain Hawker Siddeley Harrier (avec ses dérivés Sea Harrier et McDonnell Douglas AV-8B Harrier II) ;
- le chasseur embarqué soviétique Yakovlev Yak-38 Forger.

Plus récemment sont apparus :

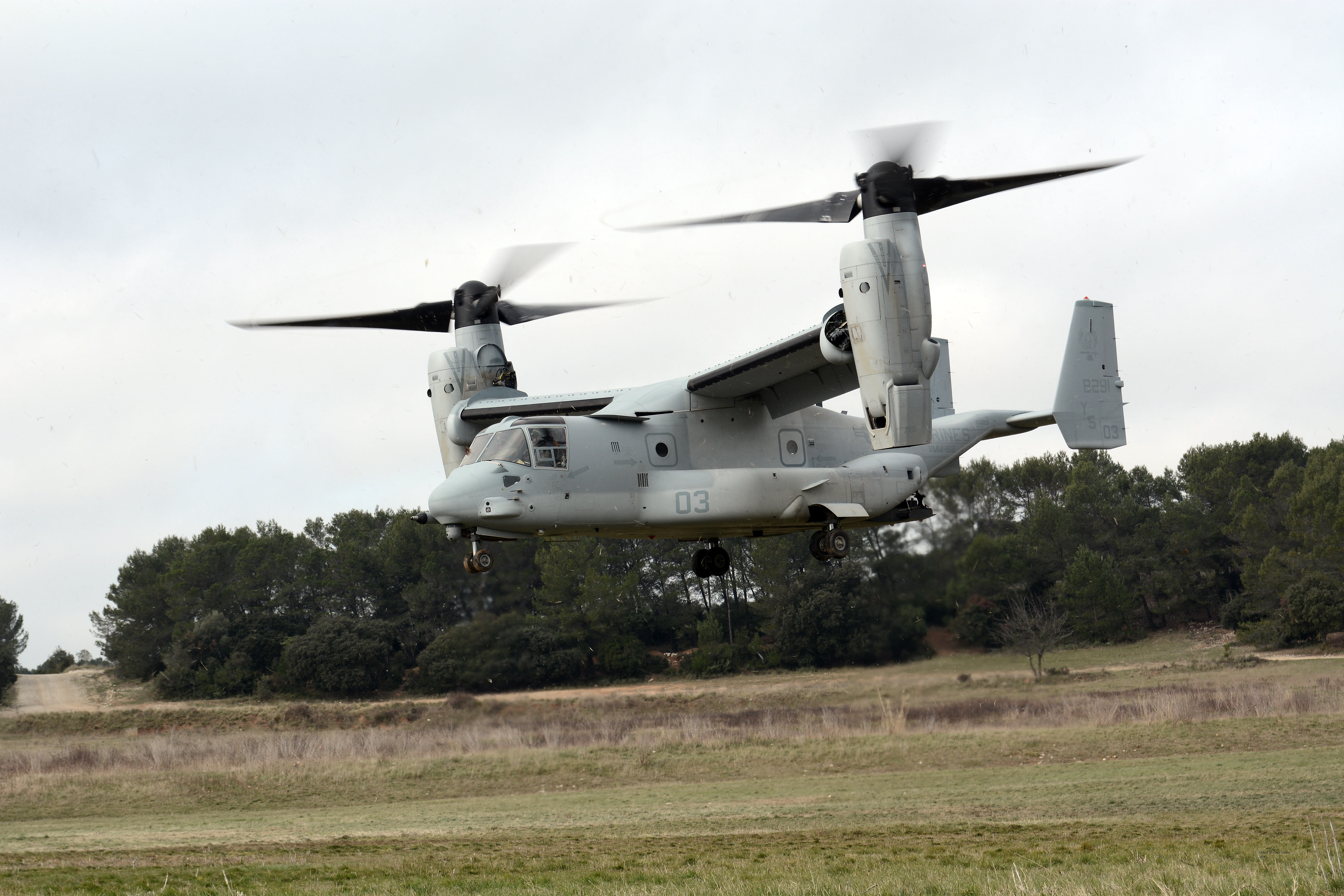
Hélicoptère V22 Osprey.

- l'avion de transport militaire Boeing-Bell V-22 Osprey (mis en service en 2005)
- l'avion de combat américain Lockheed F-35B (mis en service en 2017)
- l'avion de transport civil AgustaWestland AW609 qui a effectué sa première présentation en vol au public lors du Salon du Bourget 2007, mais qui n'est pas encore en service.

## Techniques utilisées

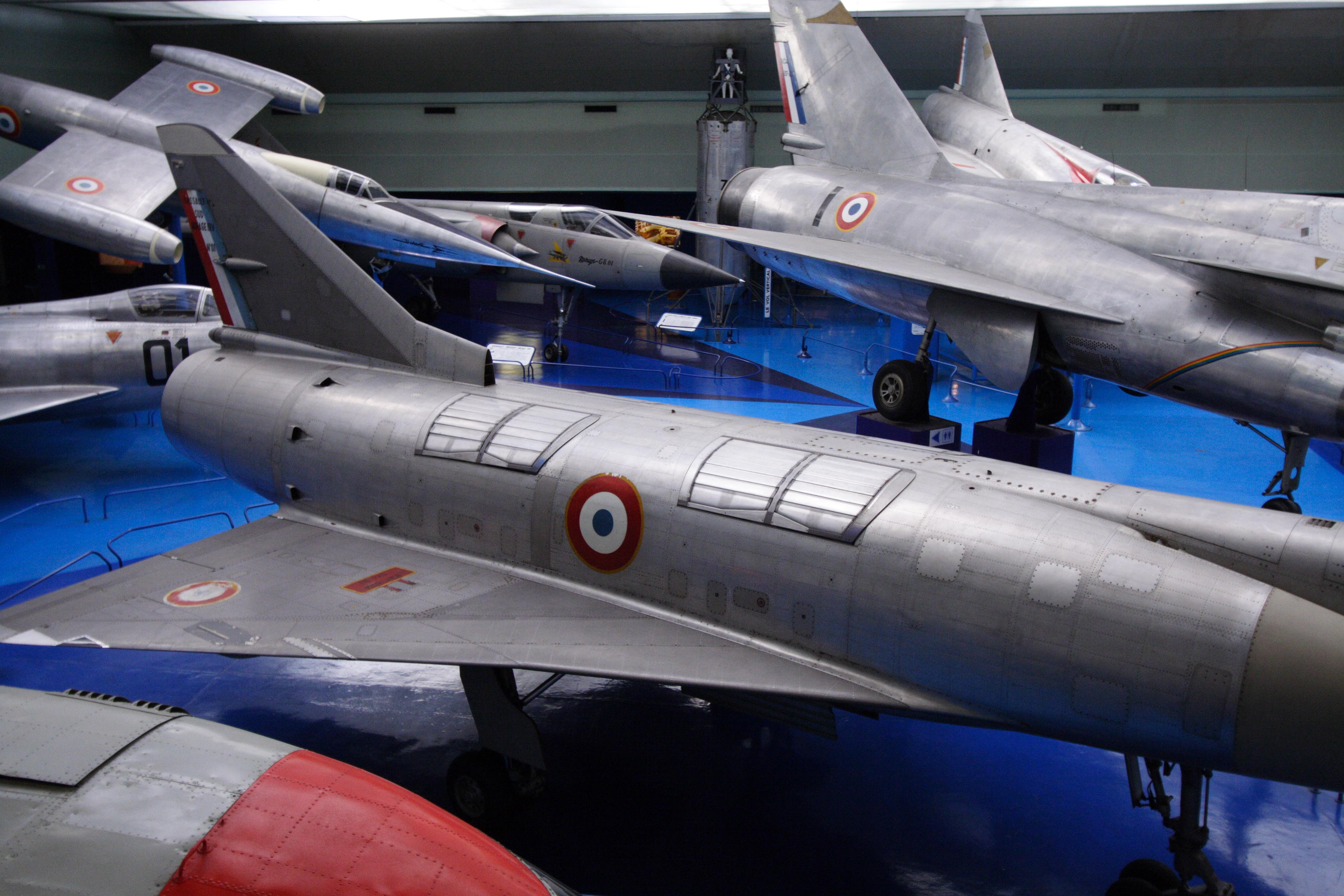
Vue du dos du Mirage III V montrant les entrées d'air pour les réacteurs de sustentation.

Plusieurs voies ont été explorées pour permettre de raccourcir, voire de supprimer la distance parcourue horizontalement.
- L'aéronef décolle à la verticale comme une fusée, bascule à l'horizontale pour le vol normal, puis rebascule à la verticale pour l'atterrissage (système désigné « tail-sitter », exemples : Snecma C-450 Coléoptère, Lockheed XFV Salmon, Convair XFY Pogo) .
- L'aéronef reste à l'horizontale pendant toutes les phases de vol, ce sont uniquement ses moteurs qui basculent de la verticale pour le décollage/atterrissage à l'horizontale pour le vol normal (système désigné « Tilt-rotor » dans le cas d'un moteur à hélices et « tiltjet » avec un moteur à réaction ou encore « tiltwing » si c'est l'aile entière qui bascule, exemples : Boeing V-22 Osprey, EWR VJ 101).
- L'aéronef utilise la combinaison de rotors pour la sustentation et d'hélices pour la translation, les moteurs entrainant l'un ou l'autre grâce à un système de crabotage progressif (exemple : Kamov Ka-22), ou bien des moteurs pour chaque mode (drone DT-46 de Delair par exemple).
- L'aéronef utilise deux groupes de moteurs différents suivant la phase de vol : des moteurs dit de sustentation placés verticalement pour le décollage et l'atterrissage, et des moteurs de propulsion classiques placés horizontalement pour le vol normal (système désigné « flat-riser », exemple : Dassault Mirage III V).
- L'aéronef reste à l'horizontale, il dispose d'un seul réacteur fixe, dont on se contente de faire varier l'orientation du flux (système de déflexion de la poussée, exemple : Hawker Siddeley Harrier).
- Une combinaison des deux dernières solutions, avec des moteurs de sustentation à l'avant et un moteur de propulsion avec déflexion de poussée à l'arrière (exemples : Yakovlev Yak-38 Forger, Yakovlev Yak-141 Freestyle).
- Un dérivé, avec un seul réacteur de propulsion à tuyère orientable à l'arrière, entraînant une turbine verticale de sustentation à l'avant : le F-35 Lightning II.

On appelle « transition » le moment pendant lequel l'ADAV passe du vol vertical au vol horizontal à l'issue du décollage, ou du vol horizontal au vol vertical avant l'atterrissage. La première transition est très délicate car la portance doit être transférée des moteurs aux ailes. Or les ailes ne jouent leur rôle qu'à condition que la vitesse horizontale de l'avion soit suffisante. Le basculement se fait donc de façon progressive.

## Historique
En plus de l'hélicoptère, plusieurs approches ont été essayées pour développer l'avion de chasse pratique avec le décollage vertical et des capacités d’atterrissage. Nikola Tesla a patenté le concept du décollage vertical et du véhicule d'atterrissage en 1921.
Si un certain nombre d'ingénieurs ont proposé dès la fin du XIXe siècle des engins plus lourds que l'air capables de décoller et d'atterrir verticalement, peu de ces projets peuvent être considérés comme de véritables ADAV et aucun ne dépassa le stade du prototype. En fait, les premières recherches réelles dans ce domaine ont été initiées par les Allemands pendant la Seconde Guerre mondiale, car le besoin apparaissait alors de disposer d'avions de combat capables de se passer de pistes d'atterrissage vulnérables aux bombardements.

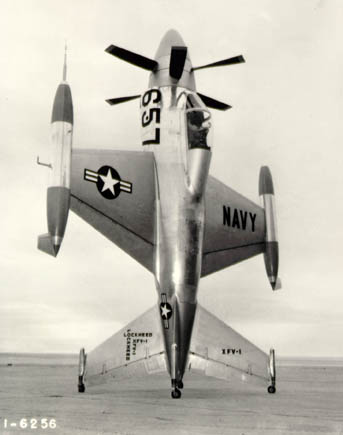
Le Lockheed XFV.

Parmi les projets allemands, on peut citer le Focke-Achgelis FA 269 (chasseur embarqué à rotor basculant qui ne dépassa pas le stage des essais en soufflerie), le Focke-Wulf Triebflügel, et une étude d'un ingénieur de la société Heinkel qui proposait cinq appareils semblables et décrivait pour la première fois toutes les phases du vol (y compris les deux transitions vertical/horizontal puis horizontal/vertical). À nouveau cependant, aucun de ces projets n'atteignit le stade du prototype.
Il fallut attendre le début des années 1950 pour voir les premiers essais d'ADAV expérimentaux aux États-Unis, avec le Convair XFY Pogo et le Lockheed XFV Salmon. Ces projets furent lancés en 1951 à la demande de l'US Navy : il s'agissait d'avions de type « tail-sitter » équipés d'un turbopropulseur Allison XT-40. Le XFY Pogo fit son premier vol le 1er août 1954, uniquement en vol vertical, et réussit sa première transition vers le vol horizontal le 2 novembre 1954. Le Lockheed XFV fit son premier vol officiel le 16 juin 1954, sans cependant pouvoir décoller verticalement à cause de la puissance insuffisante du moteur par rapport au poids de la cellule. Finalement, devant les difficultés de pilotage de ces avions et leur manque de performances face aux avions à réaction qui commençaient à apparaître, l'US Navy abandonna ces projets en 1956.

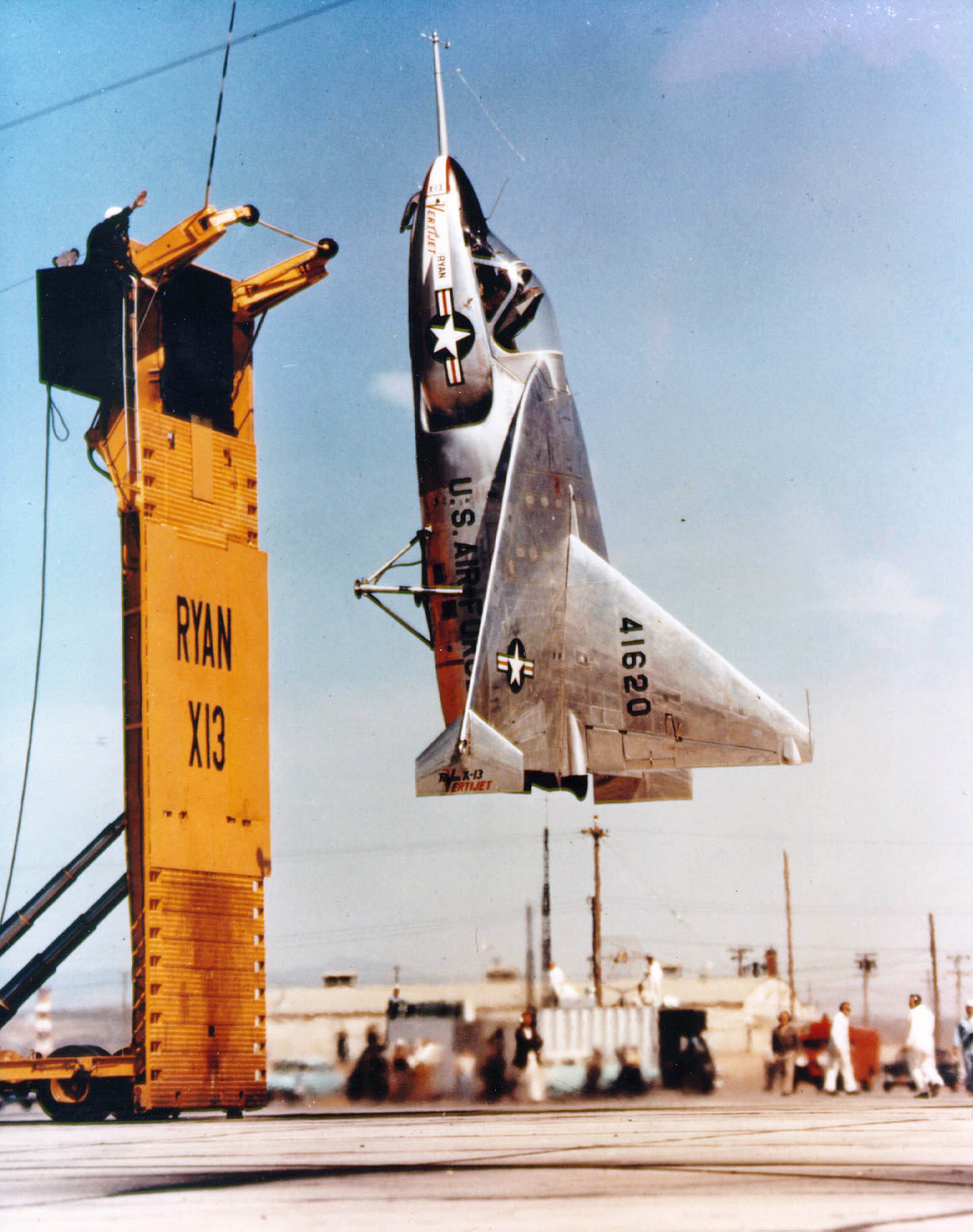
Le second prototype du X-13 lors d'un essai.

En 1947, l'US Navy avait signé un contrat avec la Ryan Aeronautical Company pour une expérimentation d'ADAV à réaction : le X-13 Vertijet. Des bancs d'essais volants furent testés à partir d'octobre 1950. En 1953, pour des raisons budgétaires, le programme fut pris en charge par l'US Air Force qui commanda deux prototypes. Équipé d'un train tricycle provisoire permettant un décollage classique, le X-13 fit son vol inaugural le 10 décembre 1955. En mode ADAV, le X-13 était dépourvu de train d'atterrissage classique et était mis à la verticale en relevant la plate-forme sur laquelle il était installé. Le premier vol vertical eut lieu le 28 mai 1956 et la première transition horizontal/vertical le 28 novembre 1956. Enfin, le premier cycle complet avec décollage vertical, vol horizontal et atterrissage vertical fut réalisé le 11 avril 1957. Les vols d'essais se déroulèrent jusqu'à la fin de l'année 1957.
En France, la société Snecma lança en 1952 le projet du C-450 Coléoptère en s'appuyant sur les réacteurs Atar qu'elle avait mis au point. Après quelques bancs d'essais volants destinés à valider le fonctionnement du réacteur placé à la verticale, un prototype fut construit et effectua son premier vol vertical le 17 avril 1959. Ce prototype fut cependant détruit le 25 juillet 1959, lors de sa première tentative de transition vers le vol horizontal, ce qui entraîna l'arrêt complet du programme.

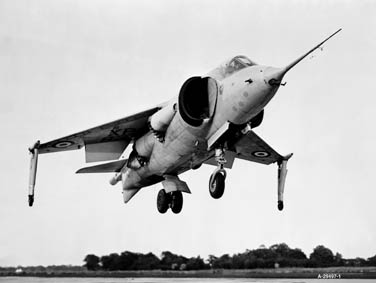
Le Hawker P1127, prototype du Harrier.

Au début des années 1960, les recherches s'orientèrent vers des avions de type « flat-riser » (on citera par exemple le Dassault Mirage III V ou le Dornier Do 31) mais c'est l'idée d'utiliser un même réacteur avec des tuyères orientables qui permit de réaliser le premier ADAV réellement opérationnel : le Hawker Siddeley Harrier. Le démonstrateur Harrier P.1127 commença ses essais en vol en 1960, le premier Harrier de série vola en 1966 et l'avion fut mis en service à partir de 1969. De leurs côtés, les soviétiques mettaient au point le Yakovlev Yak-38 équipé de deux réacteurs de sustentation à l'avant et d'un réacteur de propulsion à tuyères orientables à l'arrière : le premier cycle complet du démonstrateur eut lieu en 1963 et la production en série commença en 1975.
Plus récent, le Lockheed F-35B est destiné à remplacer les Harriers à partir des années 2010. La formule retenue pour cet avion est cependant plus proche de celle du Yak 38 que de celle du Harrier, puisqu'il est équipé d'une soufflante de sustentation à l'avant et d'un réacteur de propulsion à tuyère orientable à l'arrière. Le prototype X-35B effectua son premier atterrissage vertical le 23 juin 2001.

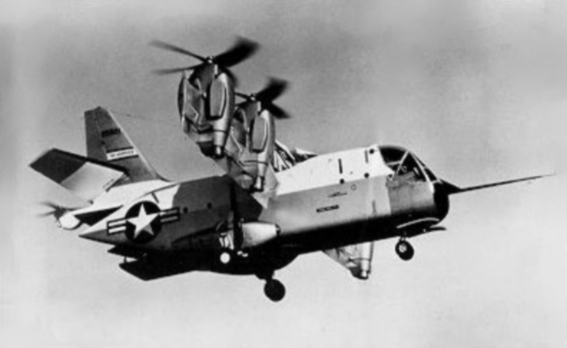
Un tilt-wing Vought XC-142 lors d'un vol d'essai.

Une autre technologie a été explorée pour les ADAV avec les tilt-rotor (moteur à hélices basculant) et tilt-jet (moteur à réaction basculant), voir tilt-wing si l'aile pivote en même temps que le moteur, qui reposent sur le même principe : des moteurs qui peuvent être orientés soit verticalement pour le décollage ou l'atterrissage, soit horizontalement pour le vol normal. On citera les projets LTV XC-142 (avion de transport dont l'aile était orientable quasi-verticalement, premier vol le 29 septembre 1964) et Canadair CL-84 Dynavert (premier vol en mai 1965) tous deux testés par l'armée américaine, mais aussi les projets allemands du EWR VJ 101 (premier vol en avril 1963) et du VAK 191B (premier vol le 10 septembre 1971), tous deux à réaction.
Là encore, peu de projets ont cependant réellement abouti. Après bien des difficultés et 20 ans de travail, les premiers exemplaires de série du Boeing V-22 Osprey (avion de transport militaire, premier vol le 19 mars 1989) ont été livrés fin 2005. Un projet similaire d'avion de transport civil est le AgustaWestland AW609, qui a effectué son premier vol le 6 mars 2003 et sa première conversion d'hélicoptère à avion en plein vol le 22 juillet 2005.

## Prototypes
- Bell XV-3
- Curtiss-Wright X-19
- Hiller X-18
- Fairey Rotodyne
- Focke-Wulf Fw Triebflügel
- Convair XFY Pogo et Lockheed XFV Salmon
- Atar volant et Snecma C450 Coléoptère
- Dassault Balzac V et Mirage III V (prototypes non produits en série)
- Ryan X-13 Vertijet
- VFW-Fokker VAK 191B
- EWR VJ 101
- Bell XV-15 (en)
- Vought XC-142
- Canadair CL-84 Dynavert
- Dornier Do 31
- Kamov Ka-22
- L'Xplorair, prototype français en cours de développement
- L'H-Aero, avion hybride de la jeune entreprise Hybrid-Airplane Technologies GmbH
- le snecma C-450 Coléoptere développé par safran
- À la fin des années 1990, l'Union européenne a financé quelques études sur l'ADAV Eurofar à rotors basculants[2]

## Avions de chasse
- Dassault Mirage IIIV
- Yakovlev Yak-38
- Yakovlev Yak-141
- Hawker Siddeley Harrier
- AV-8B Harrier II
- Lockheed Martin F-35B

## Dans la fiction
Les albums de Buck Danny S.O.S. soucoupes volantes ! et Un prototype a disparu mettent en scène un prototype d'appareil à décollage et atterrissage vertical qui ressemble au Snecma C450 Coléoptère. L'album Buck Danny no 45, Les Secrets de la mer Noire, met en scène le Yakovlev Yak-38 Forger, le fameux ADAV soviétique, avec entre autres une scène où un Yak-38 se pose verticalement sur un petit navire militaire après avoir décollé à l'aide d'un tremplin du porte-avion russe Kusnetsov.
On trouve également le prototype français du Balzac V dans une aventure de Jacques Renne publiée par les éditions Miklo (collection Héritage). Le dessin et le scénario ont été réalisés par Francis Bergèse, dernier dessinateur et scénariste des aventures de Buck Danny.
En 1954, l'année où l'armée américaine procède aux essais du Convair XFY et du Lockheed XFV, Henri Vernes publie le cinquième tome des aventures de Bob Morane, Panique dans le ciel, où apparaît un ADAV très ressemblant à ces deux prototypes, ce qui fait coller le récit au plus près de l'actualité aéronautique de l'époque. Dans l'album "Les vampires attaquent la nuits des aventures de Tanguy et La verdure, il est fait aussi référence aux avions à décollage vertical.
Dans l’album Le Secret de Dan Cooper, Albert Weinberg fait intervenir un Hawker Harrier.
Dans le film du réalisateur James Cameron, True Lies, l'acteur principal Arnold Schwarzenegger en pilote un afin de déjouer les plans des terroristes.
Dans le film Die Hard 4 : Retour en enfer, l'acteur principal Bruce Willis doit faire face à ce genre d'appareil qui veut se débarrasser de lui alors qu'il pilote le camion high-tech des méchants.